# Ideal Novelty and Toy Co
Ideal Novelty and Toy Co, vardagligt Ideal, var en amerikansk leksakstillverkare som grundades 1907 och såldes till Mattel 1997. Företaget skapades av Morris och Rose Michtom efter att de lanserat teddybjörnen 1902. Efter andra världskrigets babyboom blev Ideal det största docktillverkande företaget i USA. Deras mest populära dockor var Betsy Wetsy, Toni, Saucy Walker, Shirley Temple, Miss Revlon, Patti Playpal, Tammy, Thumbelina, Tiny Thumbelina och Crissy. År 1979 fick de licens att tillverka och saluföra Rubiks kub. Den kallades då Magic Cube men bytte namn till Rubiks kub efter den ungerska uppfinnaren för att namnet skulle få en mindre ockult klang.